# Sture Erlandsson
Sture Erlandsson, född 14 augusti 1926 i Eskilstuna, död 6 april 1995 i Västerleds församling i Stockholm, var en svensk officer i Flygvapnet.

## Biografi
Erlandsson blev fänrik i Flygvapnet 1949. Han befordrades till löjtnant 1951, till kapten 1958, till major 1965, till överstelöjtnant 1968 och till överste 1979.
Erlandsson inledde sin militära karriär i Flygvapnet vid Svea flygflottilj (F 8). Efter att han genomgått en stabskurs vid Flygkrigshögskolan i början av 1950-talet, kom Erlandsson fram till 1979 att tjänstgöra vid Södertörns flygflottilj (F 18) samt vid Roslagens flygkår (F 2). Vid F 2 byggde han upp och var även chef för Stridsledarskolan under 1960- och 1970-talet. 1979–1984 var han marin- och flygattaché i Bonn. 1984–1986 var han chef för Flygvapnets Södertörnsskolor (F 18), som han senare var med och avvecklade den 30 juni 1986. Erlandsson lämnade Flygvapnet 1986.
Erlandsson är begraven på Bromma kyrkogård. Han var gift med Lena Billberg, dotter till skådespelarna Ragnar Billberg och Inga Tidblad.